# Billie Holiday at JATP
Billie Holiday at Jazz at the Philharmonic ist ein Live-Album der US-amerikanischen Jazzsängerin Billie Holiday. Die Titel des Albums wurden 1945 und 1946 bei Konzerten der Konzertreihe Jazz at the Philharmonic aufgenommen und das Album wurde 1954 beim Musiklabel Clef Records veröffentlicht.

## Das Album

### Hintergrund
Jazz at the Philharmonic, oder kurz JATP, war der Titel einer Reihe von Jazzkonzerten, Tourneen und Aufnahmen, die von Norman Granz in den Jahren 1944 bis 1983 produziert wurden. Billie Holiday hat mehrfach bei Jazz at the Philharmonic Konzerten mitgewirkt.

### Aufnahme und Veröffentlichung
Die Musiktitel wurden am 12. Februar 1945 und 3. Oktober 1946 im Shrine Auditorium in Los Angeles und am 3. Juni 1946 in der Carnegie Hall in New York City aufgenommen. Das Album wurde ursprünglich im Jahr 1954 als 10-Zoll-LP veröffentlicht. Es war Billie Holidays vierte LP für das Label Clef Records von Norman Granz. Nachdem das 10-Zoll-LP-Format nicht mehr weiter produziert wurde, erfolgte eine Wiederveröffentlichung der acht Titel als Teil verschiedener Kompilationen der Jazzsängerin.

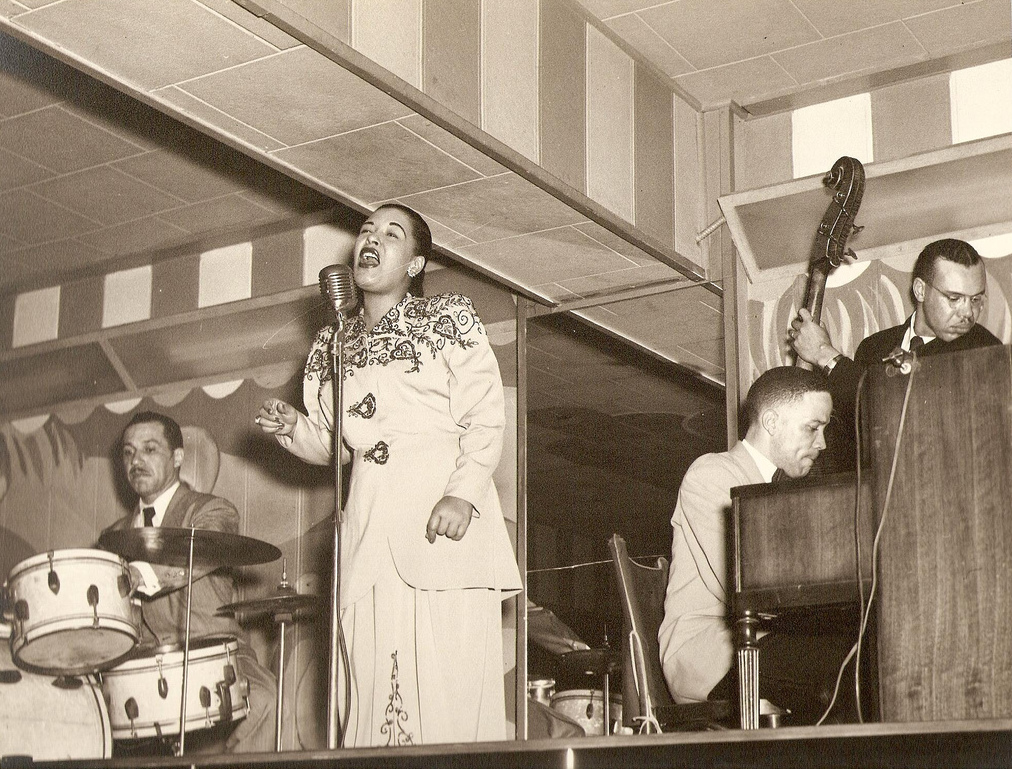
Billie Holiday (1948)

## Die Titelliste
- Billie Holiday: Billie Holiday at Jazz at the Philharmonic (MG C-169)[3]

Seite 1
1. Body and Soul (Edward Heyman, Robert Sour, Frank Eyton, Johnny Green) – 3:24
2. Strange Fruit (Abel Meeropol) – 3:01
3. Trav’lin’ Light (Trummy Young, Jimmy Mundy, Johnny Mercer) – 3:28
4. He’s Funny That Way (Richard Whiting, Neil Moret) – 2:56

Seite 2
1. The Man I Love (George Gershwin, Ira Gershwin) – 3:04
2. Gee, Baby, Ain’t I Good to You (Andy Razaf, Don Redman) – 2:19
3. All of Me (Gerald Marks, Seymour Simons) – 1:55
4. Billie’s Blues (Billie Holiday) – 3:39

## Die Mitwirkenden

### Die Musiker und ihre Instrumente
12. Februar 1945 (Titel 1 und 2) und 3. Juni 1946 (Titel 5 bis 8)
- Billie Holiday – Gesang
- Lester Young – Tenorsaxophon
- Illinois Jacquet – Tenorsaxophon
- George Auld – Altsaxophon
- Buck Clayton – Trompete
- Ken Kersey – Piano
- Tiny Grimes – Gitarre
- JC Heard – Schlagzeug
- Al McKibbon – Bass

7. Oktober 1946 (Titel 3 und 4)
- Billie Holiday – Gesang
- Illinois Jacquet – Tenorsaxophon
- Trummy Young – Posaune
- Howard McGhee – Trompete
- Ken Kersey – Piano
- Barney Kessel – Gitarre
- Jack Mills – Schlagzeug
- Charlie Drayton – Bass

### Der Produktionsstab
- Norman Granz – Produzent
- David Stone Martin – Artwork[3]

## Die Rezeption
Die Liner Notes der Original-LP zitieren eine Rezension von Down Beat aus 1954, die das Album wie folgt loben und fünf von fünf Sternen vergeben:

“These were recorded at a JATP concert in LA in 1946, and never again will Billie sound this wonderful. The years that have passed since then have taken their toll on the great stylist, but this all happened on a night when she had everything, and you don’t find this LP to be one of the most emotional half-hours you’ve ever spent, there’s something wrong. (…) Certainly one of the outstanding records in years.”

„Es wurde bei einem JATP-Konzert in LA im Jahre 1946 aufgenommen und niemals hat Billie so wunderbar geklungen. Die Jahre, die seitdem vergangen sind, haben von der großen Künstlerin ihren Tribut gefordert, aber das alles geschah in einer Nacht, in der sie alles hatte und wenn du diese LP nicht als eine der emotionalsten halben Stunden empfindest, die du jemals erlebt hast, ist etwas falsch. […] Sicherlich einer der hervorragenden Platten seit Jahren.“

Allmusic vergibt für die 1994 bei Verve Records veröffentlichte Kompilation Billie Holiday at Jazz at the Philharmonic, die alle Titel des Ursprungsalbums enthält, 4,5 von 5 Sternen und meint: „Durchweg übertrifft die Stimme von Holiday die Schwankungen der Klangqualität, um direkt in das Blut des Zuhörers zu wirbeln.“